# Guido et Ginevra
Guido et Ginevra ou La peste de Florence (deutscher Titel: Guido und Ginevra oder Die Pest in Florenz) ist eine Oper in ursprünglich fünf Akten des französischen Komponisten Fromental Halévy. Das Libretto stammt von Eugène Scribe und basiert auf dem Werk Die Geschichte von Florenz von Louis-Charles Delécluze. Die Uraufführung der Erstfassung fand am 5. März 1838 an der Pariser Oper statt.

## Handlung
Der Inhalt ist im Vollständigen Opernführer durch die Repertoireopern von Johannes Scholtze (1910) folgendermaßen wiedergegeben (die Rechtschreibung wurde modernisiert und die Namen angeglichen):
Guido, ein junger Bildhauer, hat einst während des Marienfests eine ihm unbekannte Dame gefunden, die ihm zum nächsten Fest ein Wiedersehen verspricht. Die Unbekannte ist die Nichte des Herzogs Cosme de Médicis. Sie hält ihr Wort, und das versprochene Zusammentreffen der beiden Liebenden findet statt. Da dringen Banditen auf das Paar ein. Guido setzt sich zur Wehr und wird verwundet. Herzueilende Dienerschaft verjagt die Räuber. Guido wird auf Betreiben der herzoglichen Tochter an den Hof gezogen, und hier erkennt er seine Geliebte gerade, als sie sich auf Wunsch des Vaters mit Manfredi, dem Herzog von Ferrara, vermählen soll. Letzterer entdeckt die Gefühle Guidos zu seiner Braut und dingt den Banditenhäuptling Forte-Braccio, um den Nebenbuhler zu ermorden. Eine Sängerin, Ricciarda, die bisherige Geliebte Manfredis, welche sich schnell in Guido verliebt, vereitelt den Plan Manfredis, indem sie den gedungenen Mörder für Unterlassung der Tat noch reichlicher bezahlt. Sie gewinnt denselben zugleich für den Zweck, ihre eigene Rivalin Ginevra aus der Welt zu schaffen. Forte-Braccio überbringt einen vergifteten Brautschleier. Kaum hat Ginevra denselben angelegt, als sie von den Krankheitssymptomen der Pest ergriffen erscheint. Alle Umstehenden fliehen entsetzt, und in den Armen ihres Vaters und des geliebten Guido haucht die Sterbende ihren letzten Seufzer aus. Nun wird sie mit fürstlichen Ehren in der Kathedrale zu Florez beigesetzt. Sie ist aber nur scheintot und erwacht gerade, als sie ihres reichen Leichenschmucks beraubt werden soll. Die abergläubischen Strolche stieben entsetzt auseinander und fliehen. Ginevra gelangt vor die Tür des Palasts ihres Gatten. Manfredi feiert mit der wiedergewonnenen Ricciarda ein wüstes Gelage. Als Manfredi, durch das Pochen Ginevras gestört, die Totgeglaubte erblickt, schießt er nach ihr, und Ginevra sinkt mit einem Schrei draußen verwundet nieder. Plötzlich ergreift den aufgeregten Herzog tödlicher Schmerz; auch er ist von der Pest befallen. Alle Freunde verlassen ihn, und nur die verzweifelnde Ricciarda muss mit ihm zusammen sterben. Die vor dem Palast niedergesunkene Ginevra findet Guido, und er zieht die Widerstrebende mit sich fort. Er flüchtet mit ihr nach einem Apenninendorf, wo sie ehelich vereint als einfache Landleute leben. Dort findet sie Cosme de Médicis zufällig. Im Entzücken über die Wiedergewinnung der auf immer verloren geglaubten, geliebten Tochter erkennt er den Gatten der Tochter als seinen Sohn an.

Szenenbilder der Uraufführungsproduktion von 1838
Szenenbild
Dritter Akt
Fünfter Akt

## Gestaltung

### Orchester
Die Orchesterbesetzung der Oper umfasst die folgenden Instrumente:
- Holzbläser: Piccoloflöte, zwei Flöten, zwei Oboen, zwei Klarinetten, vier Fagotte
- Blechbläser: vier Hörner, vier Hörner à pistons, vier Trompeten, vier Trompeten à pistons, Sopranposaune, Sopranposaune à pistons, drei Posaunen, Ophikleide
- Pauken, Schlagzeug: große Trommel, Becken, Tambour, Tambour de basque, Tamtam, Glocken
- Melophon
- Harfe
- Streicher
- Bühnenmusik: zwei Flöten, zwei Klarinetten, zwei Fagotte, zwei Posaunen, Ophikleide, Pauken, Schlagzeug (große Trommel, Becken)

### Musiknummern
Der von Giacomo Meyerbeer erstellte Klavierauszug enthält die folgenden Musiknummern:
- Nr. 1. Introduktion
  - A. Chor der Landleute: „L’écho de nos montagnes“ – „Auf! singet heitre Lieder“
  - B. Arie (Tenor): „Pour moi condottieri“ – „Wir wackern Soldaten“
- Nr. 2. Arie (Sopran): „Pour fléchir, attendrir“ – „Frauengunst, Frauenlieb’“
- Nr. 3. Trio und Ensemble
  - „Quittez cette obscure cabane“ – „Verlasst diese niedre Hütte“
  - Romanze (Tenor): „Pendant la fète une inconnue“ – „Ein himmlisch Wesen war erschienen“
- Nr. 4. Divertissement
- Nr. 5. Duett (Sopran, Tenor): „Ah grand Dieu, qu’ai-je vu“ – „Gut’ger Gott, ha sie ist erschienen“
- Nr. 6. Finale: „Ils nous observent en silence“ – „Lasst uns vor ihnen“
- Nr. 7. Entreact und Szene: „Grand merci, Seigneur“ – „Nehmt meinen Dank“
- Nr. 8. Arie (Sopra): „A vous j’obéis, o mon père“ – „Des Vaters Wunsch muss ich“
- Nr. 9. Chor und Quintett
  - A. Chor: „O jour de fète“ – „O Tag der Freude“
  - B. Quintett: „Qui, Ricciarda“ – „Ja, holde Frau“
- Nr. 10. Duett (Sopran, Tenor): „Où vas-tu?“ – „Bleibe hier“
- Nr. 11. Chor und Marsch: „Retentissez, jusque aux“ – „Erschallt ihr Jubelklänge“
- Nr. 12. Ballet, pas de cinq
- Nr. 13. Finale
  - A. Szene: „J’allais quitter ces murs“ – „Mein Schicksal treibt mich“
  - B. Ballett
  - C. „Qu’as-tu, Ginevra“ – „Was ist dir, mein Kind“
- Nr. 14. Chor und Gebet
  - A. Chor: „Le marbre des tombeaux“ – „Den Körper decket nun“
  - B. Gebet (Bass): „Sa main fermera ma paupière“ – „Sie wird Dir das Alter versüssen“
- Nr. 15. Szene: „Restez auprès de moi“ – „Bleibt Freunde alle da“
- Nr. 16. Arie (Tenor): „Dans ces lieux Ginevra“ – „Also hier ruhst Du nun“
- Nr. 17. Arie (Sopran): „J’ai froid, à peine je“ – „Wie kalt, wie eisig“
- Nr. 18. Finale: „Sous cette voute sainte“ – „Nun still und ohne Zagen“
- Nr. 19. Chor der Zecher und Szene: „Versez, versez ma souveraine“ – „Leeret, o leeret Freunde die Becher“
- Nr. 20. Arie mit Chor
  - A. Chor: „Vive la peste“ – „Auf lasst uns loben“
  - B. Lied (Tenor): „A nous ces palais“ – „Nur uns gehört die“
- Nr. 21. Szene: „Coinduisez-moi, mon Dieu“ – „O steh’ mir bei, mein Gott“
- Nr. 22. Szene und Duett
  - „Tu seras donc pour moi“ – „Ach unerbittlich bleibt der Tod“
  - Duett (Sopran, Tenor): „Ombre chérie“ – „Freundlicher Schatten“
- Nr. 23. Gebet, Chor: „Le ciel pardonne“ – „Sieh’ hier die Deinen“
- Nr. 24. Szene: „Quel est donc ce vieillard“ – „Seht jenen edlen Greis“
- Nr. 25. Terzett
  - „Ma fille, à mon amour ravie“ – „Mein Kind, Du meines Lebens“
  - Chor: „Seigneur, tu calmes ta“ – „Der Herr erhört das Flehen“

## Werkgeschichte
Guido et Ginevra ist die zweite große Oper des französischen Komponisten Fromental Halévy. Sie sollte ursprünglich den Titel Cosme de Médicis tragen. Die beiden Titelrollen sollten wie bei seinem Vorgängerwerk La Juive von 1835 von Adolphe Nourrit und Cornélie Falcon gesungen werden. Nourrit nahm auch direkten Einfluss auf Text und Musik des Werks, mit dessen Komposition Halévy bereits 1836 begann. Da er jedoch die Opéra verließ und Falcon eine stimmliche Krise erlitt, mussten beide Partien umbesetzt werden. Besonders für Gilbert-Louis Duprez, den neuen Sänger des Guido, musste Halévy tiefgreifende Änderungen vornehmen.
Die Hauptrollen der Uraufführung vom 5. März 1838 an der Pariser Oper sangen Nicolas-Prosper Levasseur (Cosme de Médicis), Julie Dorus-Gras (Ginevra), Nicolas-Prosper Dérivis (Manfredi), Gilbert-Louis Duprez (Guido), Rosine Stoltz (Ricciarda) und Jean-Étienne-August Eugène Massol (Forte-Braccio). Die effektvolle, aber ansonsten unvollkommene Ausstattung stammte von Léon Feuchère und Charles-Antoine Cambon.

Kostüme der Uraufführungsproduktion von 1838
Nicolas-Prosper Levasseur (Cosme de Médicis)
Julie Dorus-Gras (Ginevra)
Nicolas-Prosper Dérivis (Manfredi)
Gilbert-Louis Duprez (Guido)
Rosine Stoltz (Ricciarda)
Eugène Massol (Forte-Braccio)
Page
M Mazilier und Mme Alexis

Die Aufführung war zunächst erfolgreich, doch wurden schon bald dramaturgische Schwächen ersichtlich. Daher wurde das Werk für die Wiederaufnahme am 23. Oktober 1840 mit deutlichen Strichen auf vier Akte gekürzt. Dennoch hielt es sich nur bis 1841 im Programm.
Allerdings schaffte die Oper bald den Sprung in andere europäische Länder und auf dortige Bühnen, so unter anderem ab 1839 in Hamburg in einer deutschen Übersetzung von Johann Christoph Grünbaum. Im Jahr 1870 entstand eine italienische Fassung in nur noch drei Akten, die am 17. Februar ebenfalls in Paris am Théâtre-Italien herauskam. 1879 zeigte die Pariser Opéra Populaire das Werk wieder auf Französisch.
In Alfred Loewenbergs Annals of Opera 1597–1940 sind die folgenden Produktionen außerhalb von Paris aufgeführt. Das dort verwendete Kürzel „etc.“ verweist auf weitere Produktionen in französischer und deutscher Sprache.
- 1838: Amsterdam (französisch)
- Januar 1839: Den Haag (französisch)
- 16. Januar 1839: Hamburg (deutsch)
- 27. Februar 1839: Antwerpen (französisch)
- 6. März 1839: Berlin (deutsch)
- 25. November 1839: Budapest (deutsch)
- 30. April 1841: Prag (deutsch)
- 4. Mai 1841: Wien, Theater in der Josefstadt (deutsch)
- 5. Januar 1844: Wien, Theater am Kärntnertor (deutsch)
- 14. April 1845: Brüssel (französisch)
- 11. Juni 1845: London, Covent Garden (französisch, nur erster Akt)
- 3. April 1881: Mannheim (deutsch)
- 20. März 1882: Hamburg (deutsch)

Aufführungen in jüngerer Zeit sind nicht belegt. Bei seltenen Gelegenheiten werden Nummern aus dieser Oper als Raritäten in Konzerten gespielt, so z. B. das Duett „Tu seras donc pour moi“, oder die Arie Guidos, in der er der vermeintlich toten Geliebten gedenkt.

## Digitalisate
- Guido et Ginevra: Noten und Audiodateien im International Music Score Library Project
- Partitur, Schlesinger/Breitkopf & Härtel, Paris/Leipzig 1838. Digitalisat des Münchener Digitalisierungszentrums
- Giacomo Meyerbeer: Klavierauszug, Schlesinger/Breitkopf & Härtel, Paris/Leipzig 1838. Digitalisat der Staats- und Universitätsbibliothek Dresden
- Libretto (französisch), Paris 1838. Digitalisat bei Gallica
- Album de l’Opéra. 14, Guido et Ginevra. Szenenbild und Inhaltsangabe (französisch), 1838. Digitalisat bei Gallica
- Louis Antoine Duverger: Mise en scène, costumes et décorations de „Guido et Ginevra, ou La peste de Florence“. Detaillierte Inhaltsangabe (französisch). Digitalisat bei Gallica
- Guido und Ginevra. Oper in vier Aufzügen. Libretto (deutsch), München 1840. Digitalisat bei Google Books
- Guido und Ginevra oder Die Pest in Florenz. Oper in fünf Akten. Libretto (deutsch) mit detaillierter Inhaltsangabe und Einführung, Berlin um 1875. Digitalisat bei Google Books
- Guido und Ginevra, oder: Die Pest in Florenz. Große Oper in 5 Acten. Text der Gesänge (deutsch), Leipzig. Digitalisat der Library of Congress